# Душан Рајовић
Душан Рајовић (19. новембар 1997, Краљево) спрски је друмски бициклиста, који тренутно вози за UCI про тур тим Солушен тех—Вини фантини. Освојио је по пет пута првенство Србије у друмској вожњи и у вожњи на хронометар.